# 三条公明
三条 公明（さんじょう きんあきら）は、鎌倉時代後期から南北朝時代にかけての公卿。民部卿・正親町三条実仲の子。初名は公忠。官位は正二位・権大納言、侍従。三条と号し、侍従大納言と称される。

## 出自
父・実仲は正親町三条家の出身であるが、公秀が崇光天皇と後光厳天皇の外祖父となり、北朝の外戚家となった正親町三条家とは分けて考えるべきである。さらに家名に関して、公明は後醍醐天皇に重用されたため、正親町三条家庶流の三条家と称すべきである。
ただし、公明の娘が実継に嫁いで公豊と三条西公時を生んだため、一門内での血脈は一つにまとまったと見ることができる。

## 経歴
以下、『公卿補任』と『尊卑分脈』の内容に従って記述する。
- 弘安9年（1286年）1月5日、叙爵[1]。
- 正応2年（1289年）1月5日、従五位上に昇叙。
- 正応4年（1291年）1月6日、正五位下に昇叙。
- 永仁4年（1296年）1月7日、従四位下に昇叙。10月27日、若狭権守に任ぜられる。
- 永仁5年（1297年）閏10月5日、左少将に任ぜられる。
- 永仁7年（1299年）3月28日、従四位上に昇叙。
- 正安2年（1300年）9月10日、右少将に任ぜられる。
- 正安3年（1301年）11月18日、正四位下に昇叙。
- 嘉元2年（1304年）3月22日、右中将に転任。
- 嘉元3年（1305年）3月16日、讃岐権守を兼ねる。
- 嘉元4年（1306年）2月28日、讃岐権守を止める。
- 徳治3年（1308年）2月15日、蔵人頭に補せられるが、9月17日には蔵人頭を止められる。
- 正和5年（1316年）9月24日、修理大夫に任ぜられる。
- 文保2年（1318年）2月29日、内蔵頭を兼ねる。8月24日には蔵人頭に補せられる。
- 元応元年（1319年）3月9日、参議に任ぜられる。修理大夫はもとの如し。
- 元応2年（1320年）2月9日、土佐権守を兼ね従三位に叙される。3月24日、左大弁を兼ねる。4月12日、造東大寺長官に補せられる。
- 元亨元年（1321年）3月11日、正三位に昇叙。
- 元亨2年（1322年）4月5日、勘解由長官を兼ねる。
- 元亨3年（1323年）8月5日、修理大夫を辞した。
- 元亨4年（1324年）、権中納言に任ぜられる。
- 正中3年（1326年）、侍従を兼ねる。
- 嘉暦2年（1327年）1月5日、従二位に昇叙。元徳2年（1329年）2月26日、中納言に転正。11月16日、正二位に昇叙。
- 元弘元年（1331年）8月25日、元弘の乱に連座して武家に出頭し中納言を止められた。
- 正慶元年（1332年）4月16日に釈放され、6月8日に中納言に還任し、同月12日には元の如く侍従を兼任するよう仰せがあった。10月には大嘗会検校に補される。11月10日には民部卿を兼ね侍従を止める。
- 正慶2年（1333年）5月17日、民部卿を止め侍従に復した。
- 建武元年（1334年）12月17日、大判事と大蔵卿を兼ねた。
- 建武2年（1335年）1月12日、左京大夫を兼ねる。
- 建武3年（1336年）5月25日、権大納言に任ぜられる。侍従はもとの如し。9月11日、薨去。

## 後醍醐天皇側近の一人として
父・実仲は非参議の従二位民部卿までしか昇進できず、民部卿も在任期間が短かった。そうした父の経歴に比べると、公明は上記経歴に見えるように父とは違って数々の顕官を兼ねている。これは後醍醐天皇に側近として取り立てられた結果と考えざるを得ないのである。そのため「元弘の乱」では公明も幕府に捕縛されたのだが、特に処罰を受けずに釈放され、「建武の新政」では再び顕職を兼ねることになった。

## 系譜
- 父：正親町三条実仲（1257-?）
- 母：吉田経俊娘
- 妻：系譜
  - 女子：正親町三条実継室
  - 男子：季氏
  - 女子
- 養子
  - 男子：三条実治（1292-1353） - 弟。正親町三条実仲の子

## 『徒然草』第103段の公明
『徒然草』第103段に「侍従大納言公明卿」として登場する。典薬頭丹波忠守にからかいの言葉を投げかけた、という場面が描かれている。この段には「大覚寺殿にて、近習の人ども」という表現が見られることから、やはり公明は大覚寺統派の公卿なのである。
なお、前段の第102段では中院光忠が登場するのだが、後醍醐天皇に近い公卿の記事が続いているのである。